# Pontiac Streamliner
Der Pontiac Streamliner (Torpedo) Six / Eight war ein Auto der oberen Mittelklasse, das von 1941 bis 1942 und von 1946 bis 1951 von Pontiac, einer Marke von General Motors (GM), gebaut wurde. Auf dem amerikanischen Markt wird das Fahrzeug der Full-Size-Klasse zugeordnet.

## Von Jahr zu Jahr

### 1941–1942
1941 wurde die Modellpalette von Pontiac umgekrempelt: Der Streamliner Torpedo, Serie JB,  war auf der mittelgroßen GM-B-Plattform aufgebaut und bildete das mittlere Angebot der Marke. Somit ersetzte er den Deluxe des Vorjahres. Die Serie JB teilte sich die Karosseriebleche mit dem Deluxe Torpedo der Serie JA. Neben einem 2-türigen Coupé wurde eine Limousinen mit vier Türen angeboten. Beide Fahrzeuge hatten fünf Sitzplätze. Die Fahrzeuge hatten einen Kühlergrill aus waagerechten Chromstäben, der die gesamte Fahrzeugbreite einnahm. Neben dem Streamliner Torpedo gab es den Super Streamliner Torpedo, der eine bessere Innenausstattung (dickere Polster, zweifarbiger Bezug, Zeituhr) besaß. Als Extras waren u. a. ein Röhrenradio und Blinkleuchten verfügbar.
Dazu gab es den aufgebohrten Sechszylinder-Reihenmotor des Vorjahresmodells. Er hatte 3920 cm3 Hubraum und leistete 90 bhp (66 kW) bei 3200 min−1. Der Achtzylinder hatte 4078 cm3 Hubraum und brachte es auf 103 bhp (76 kW) bei 3500 min−1. Es war ausschließlich ein vollsynchronisiertes manuelles Dreigang-Getriebe verfügbar. Vom Modell wurden 82.527 Fahrzeuge mit 6-Zylinder-Motor verkauft und 66.287 mit 8-Zylindern. Das 2-türige Coupé kostete 923 USD mit dem 6-Zylinder-Motor der 8-Zylinder kostete 25 USD mehr, die Limousine war ab 980 USD zu haben.
Das Modelljahr 1942 brachte schwerere und größere Wagen. An der flacheren Front gab es einen Grill in Form eines großen, breiten Hufeisens, der wie im Vorjahr aus waagerechten Chromstäben bestand. Die geschwungenen vorderen Kotflügel setzten sich bis in die vorderen Türen fort. Die Bezeichnung Torpedo war verschwunden. Der Super Streamliner wurde zum Chieftain. Für beide lautete die Serienbezeichnung KB. In diesem Jahr wurde der Streamliner erstmals als 5-türiger Kombi mit acht Sitzplätze als Woodie mit hinterem Holzaufbau angeboten. Ab Dezember 1941 wurden alle Chromteile in grauer Lackierung geliefert, dies gehörte zur kriegsbedingten Verdunkelung (engl. wartime blackout). Die Fahrzeuge wurden gut 60 USD teurer. Die Produktion betrug nur rund 25.000 Einheiten.
Das Motorenangebot und die sonstige Technik bleiben unverändert. 1941/1942 entstanden 174.563 Streamliner Torpedo, Super Streamliner Torpedo und Streamliner. Im Februar 1942 wurde die Produktion kriegsbedingt gestoppt.

### 1946–1948
1946 wurde die Fertigung der Fahrzeuge (als Serie 26 für den Sechszylinder und Serie 28 für den Achtzylinder) unverändert wieder aufgenommen. Der erste Nachkriegs-Pontiac war am 13. September 1945 verfügbar. Die Modelle unterschieden sich von ihren Vorgängern im Wesentlichen durch um die Fahrzeugecken greifende Stoßfänger. Neu war die Haubenfigur eines Indianerkopfes mit geradem Rücken. Nach dem Wegfall des Chieftain war der Streamliner das Spitzenmodell der Marke und hatte eine Innenausstattung aus Kunstleder. Besonders edel war der Ausstattung der Deluxe-Kombimodelle. Schriftzüge auf der Motorhaube und Abzeichen, die vor den „Speedlines“ platziert waren, identifizierten die 8-Zylinder. Insgesamt wurden 92.731 Streamliner im Jahr 1946 verkauft, was mehr als zwei Drittel aller Pontiacs ausmacht.
1947 gab es einige kosmetische Änderungen: der Kühlergrill hatte nun vier massive waagerechte Chromstreben und das „Silver Streak“-Motiv bestand aus fünf anstatt drei Chromstreifen. Motorhauben und Kotflügel wurden durch eine auf kopfstehende, ochsenhornförmige Strebe geschützt, in die mittig eine Druckgussplatte mit Indianerkopf-Relief eingearbeitet war. Alle Coupés und Limousinen waren Fastbacks mit umlaufenden Fensterleisten. Streamliner-Kombis reichten im Preis von 1942 USD für einen Standard Six mit 8 Plätzen bis zu 2047 USD für einen Deluxe Eight mit nur 6 Plätzen, was sie wiederum zum teuersten Modell von Pontiac machte. Die Verkäufe vom Streamliner beliefen sich auf insgesamt gut 93.000 Stück.
1948 landete man wieder bei drei Streifen; dafür standen die Worte „Silver Streak“ seitlich an der Motorhaube. Der Kühlergrill hatte senkrechte Streben erhalten und zeigte nun Gitterform. Die Deluxe-Innenausstattung hatte zweifarbige Verkleidungen, Armaturenbrettelemente- und Fensterverkleidungen aus Mahagoni, eine elektrische Uhr in der Handschuhfachklappe, ein Deluxe-Lenkrad und weitere zusätzliche Ausstattungen. Die Standard Streamliner-Kombis hatten hellbraune Kunstledersitze und die Deluxe-Kombis hatten rote Polsterungen des gleichen Typs. Alternativ zum Standard-Sechszylinder gab es eine leistungsgesteigerte Ausführung, die 93 bhp (68 kW) bei 3400 min−1 abgab. Die Leistung des Achtzylinders stieg auf 104 bhp (76,5 kW) (Normalausführung), bzw. 106 bhp (78 kW) (Hochleistungsausführung). Neu war die Verfügbarkeit eines GM Hydra-Matic-Automatikgetriebes für 185 USD, die im ersten Jahr bereits 2/3 der Kunden wählten. 1948 verkaufte nur General Motors Autos mit vollautomatischen Getrieben und die einzige andere Möglichkeit, eines zu bekommen, war der Kauf eines höherpreisigen Cadillac, Buick oder Oldsmobile. Chevrolet führte das PowerGlide-Getriebe erst 1950 ein, Ford die FordoMatic erst 1951, während Lincoln begann 1949 Hydra-Matics von GM zu kaufen, und Chrysler die PowerFlite auf Imperials erst 1953.
Von 1946 bis 1948 wurden 382.248 Streamliner Six / Eight gebaut.

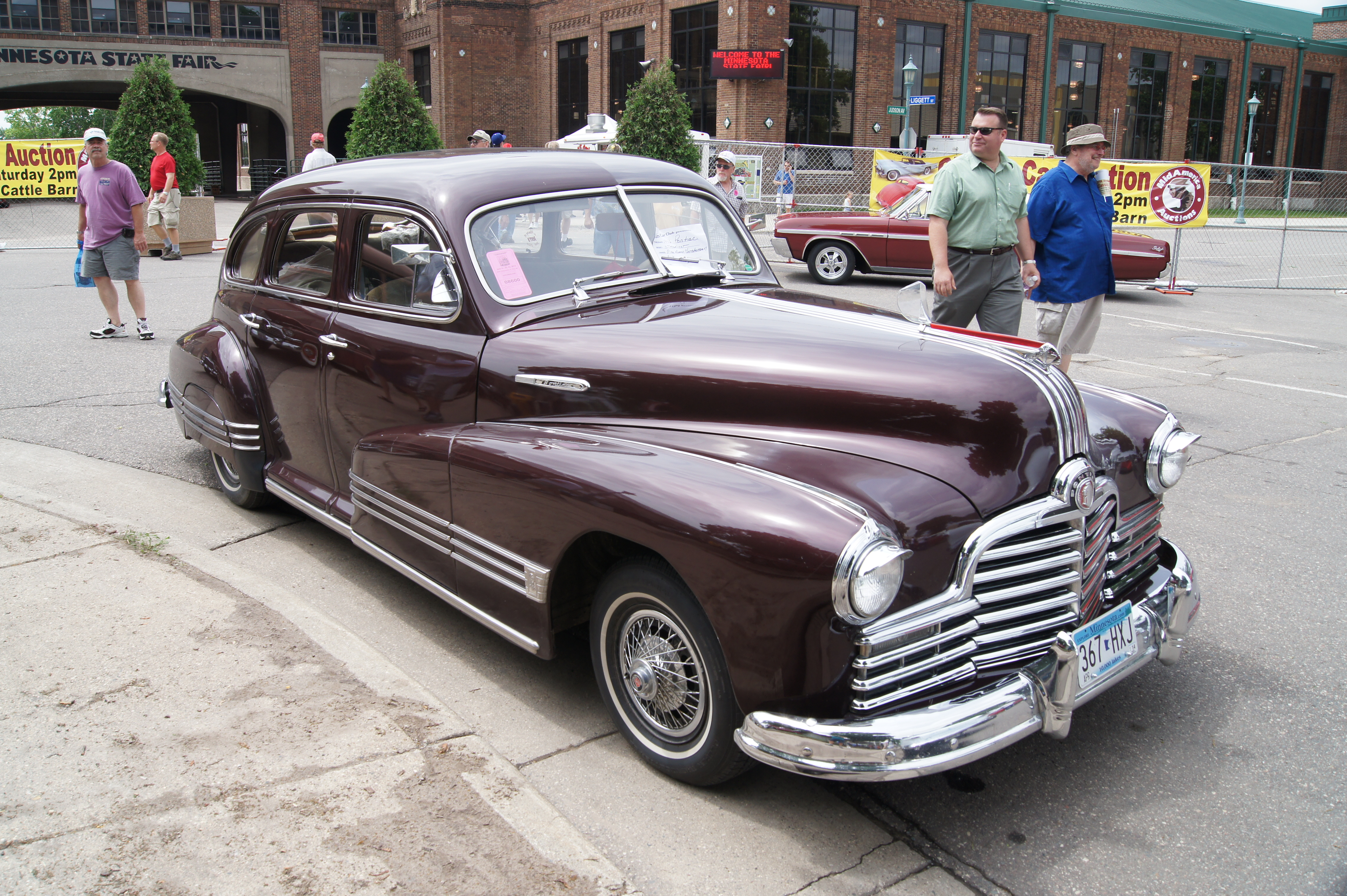
1946
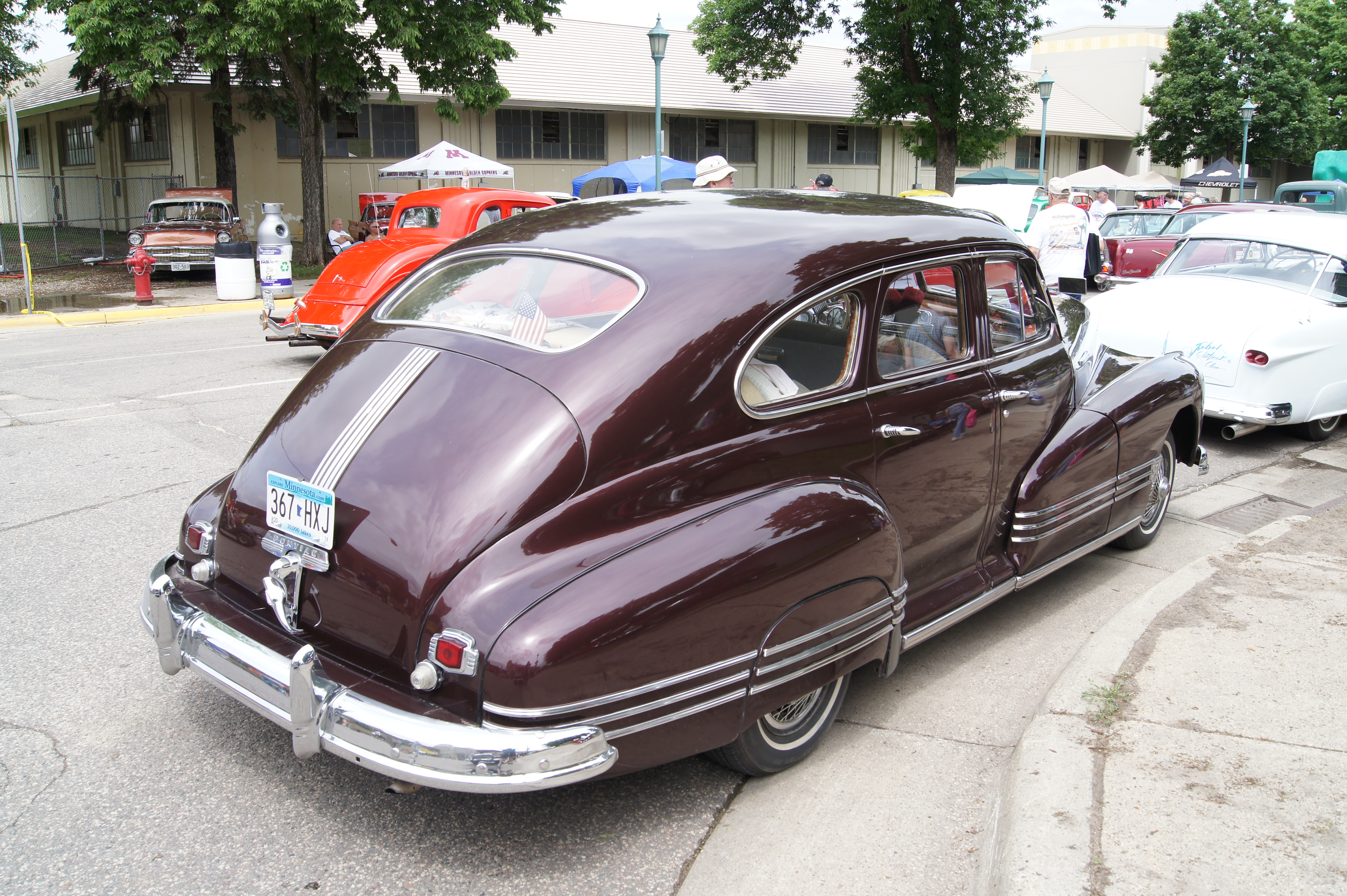
1946
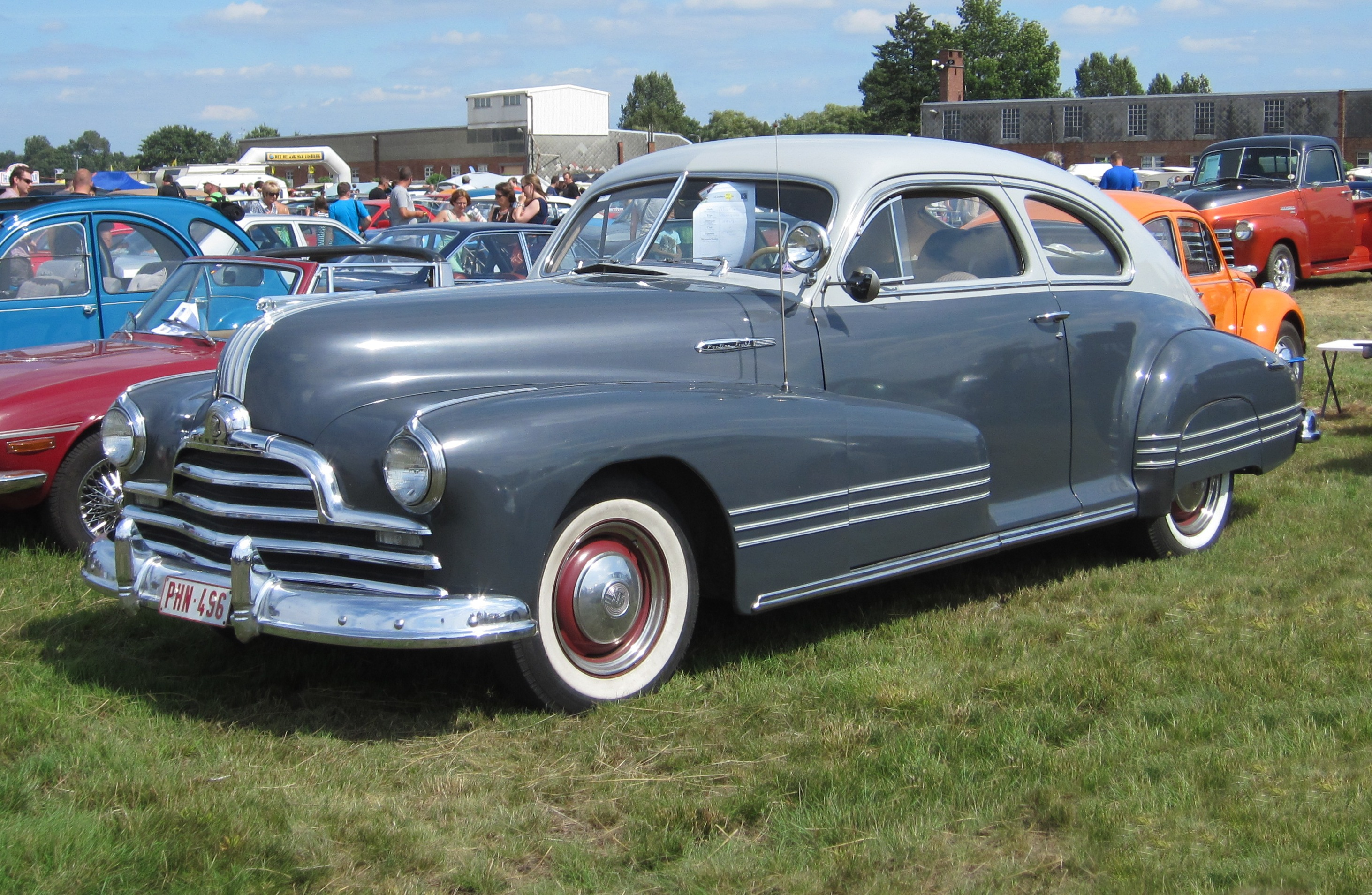
1947
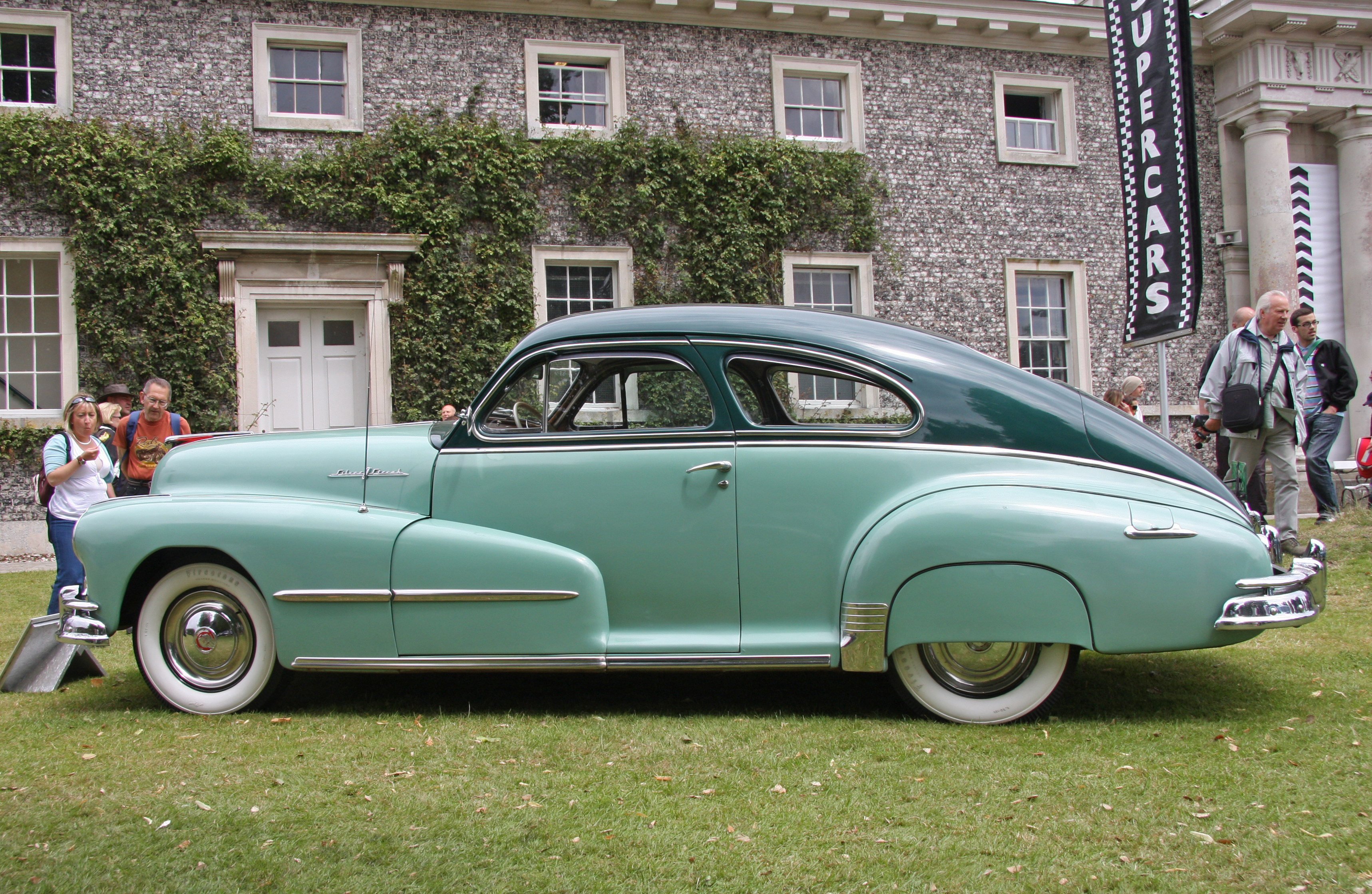
1948
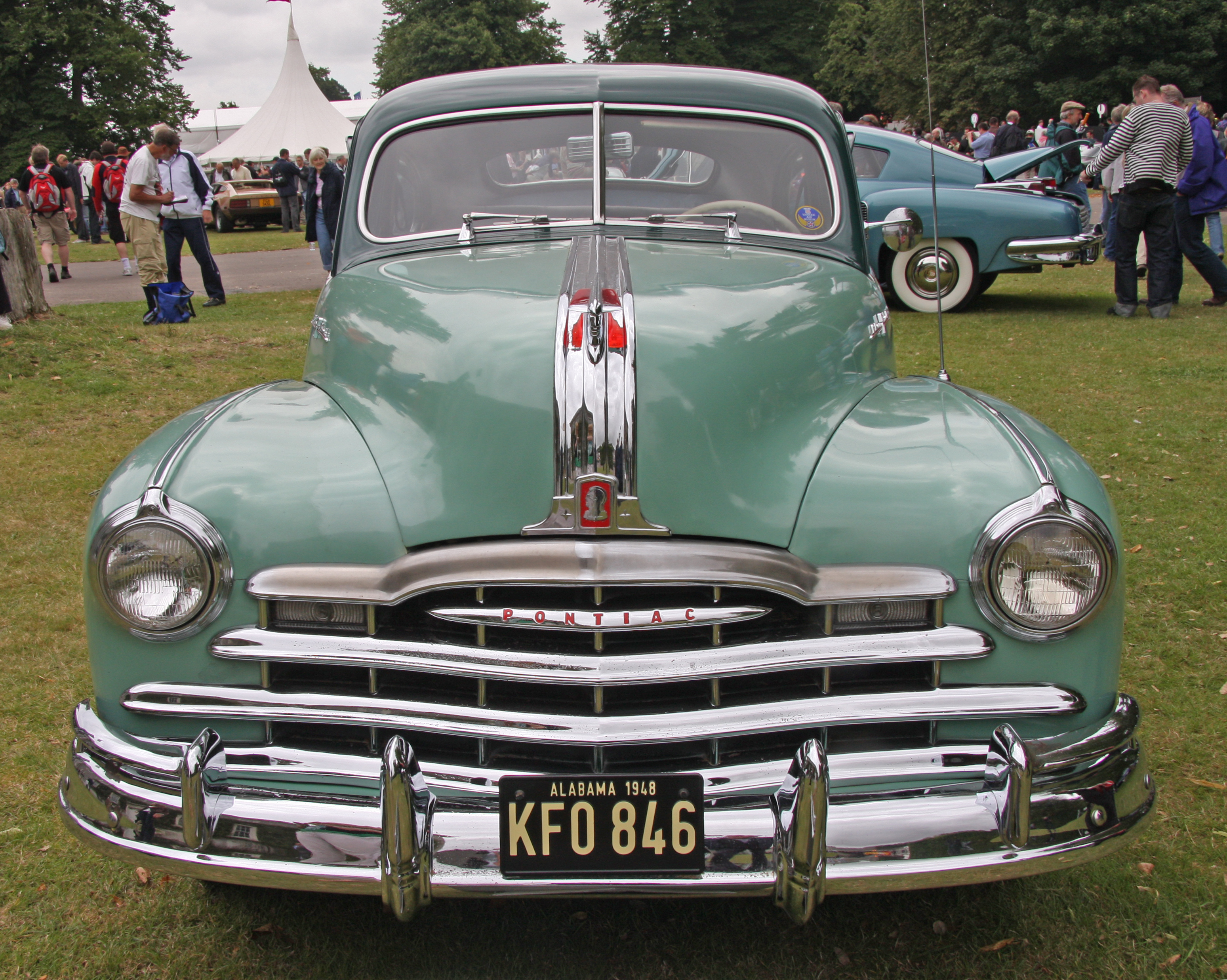
1948
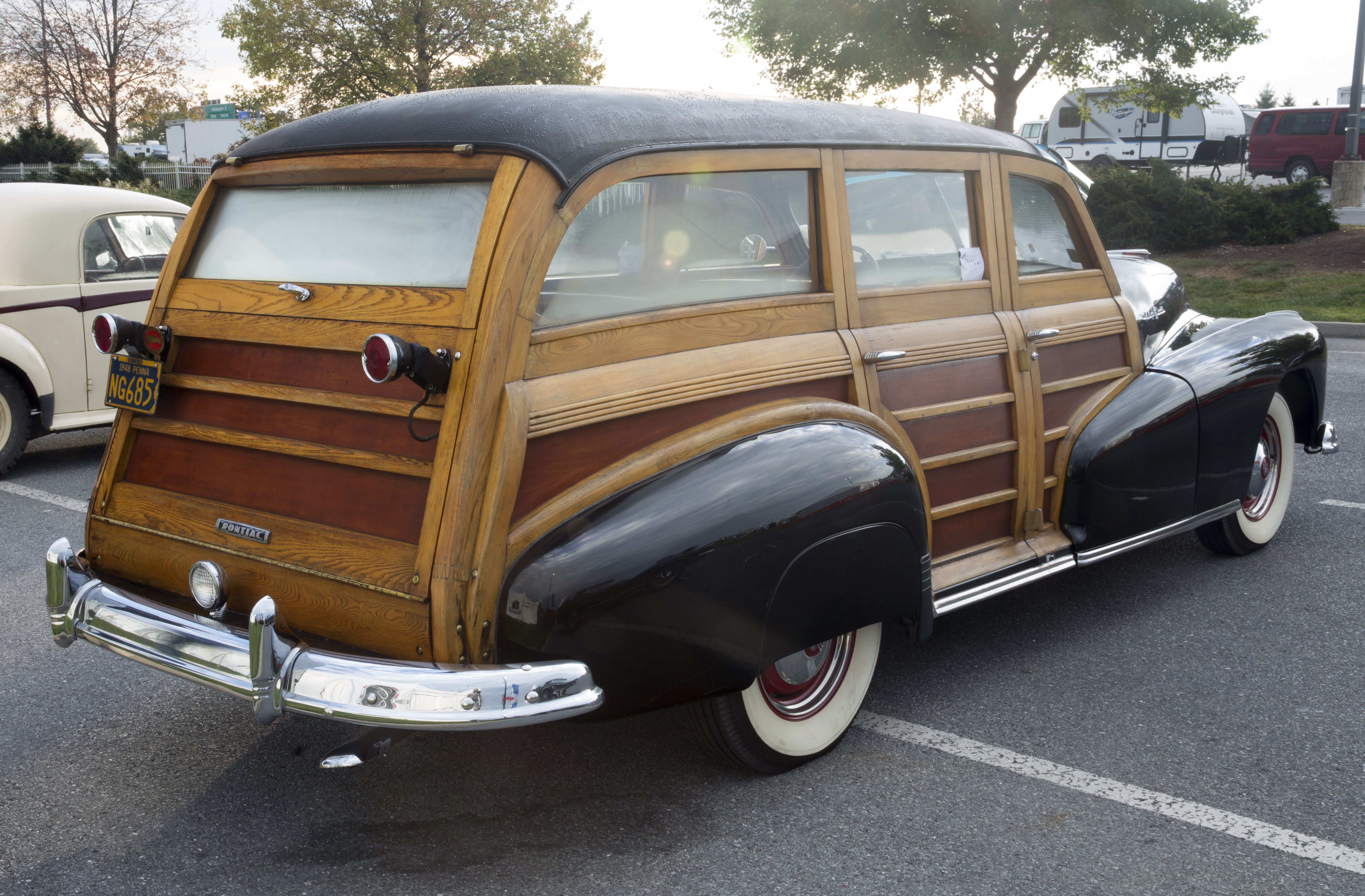
1948 Woodie

### 1949–1951
1949 wurden neue, kleinere Pontonkarosserien eingeführt. Die vorderen Kotflügel waren in den Wagenkörper integriert und vorne gähnte ein Haifischmaul-Kühlergrill mit verchromter Querstrebe. Zusätzlich zum Kombi in „Woodie“-Ausführung gab es noch einen Ganzstahlkombi. Nach dem Wegfall des Torpedo war der Streamliner (Serie 25 als Sechszylinder und Serie 27 als Achtzylinder) nun das Einstiegsmodell die es als Alle diese Autos gab es als Standard oder Deluxe-Variante gab. Das Silver-Streak-Styling war wieder zu sehen. Der Silver-Streak-Schriftzug befand sich bei den Deluxes über den vorderen Kotflügeln und bei den Standardmodellen hoch auf den Kotflügeln. Die Eights hatten die Zahl „8“ zwischen den beiden Wörtern. Das Motorenangebot wurde zunächst unverändert übernommen.
1950 gab es wenig stilistische Veränderungen: Die Chromspange des Kühlergrills griff um die Fahrzeugecken herum und war mit fünf senkrechten Chromzähnen gespickt. Die Hinterräder waren verkleidet. Der „Woodie“-Kombi war weggefallen. Der Sechszylindermotor wurde unverändert angeboten, aber es gab einen neuen Achtzylinder mit 4395 cm3 Hubraum, der 108–113 bhp (79,5–83 kW) bei 3600 min−1 leistete.
1951 wartete der Streamliner wieder mit einem neuen Kühlergrill auf, dessen Chromspange nun geteilt und in Flügelform gehalten war. Die 1951er „Silver Anniversary“-Pontiacs spiegelten 25 Jahre fortschrittliche Pontiac-Technik wider. Die viertürige Limousine war weggefallen, sodass nur noch das zweitürige Coupé und der fünftürige Kombi im Angebot waren. Der Sechszylindermotor wurde bei gleichbleibendem Hubraum verstärkt und leistete nun 96 oder 100 bhp (71 oder 74 kW). Auch der Achtzylindermotor bekam eine Kraftspritze und lieferte nun 116 oder 120 bhp (85 oder 88 kW).
Im Folgejahr wurde der Streamliner eingestellt und der Chieftain in unterschiedlichen Ausstattungsvarianten verblieb als einziges Modell der Marke.

In diesen drei Jahren entstanden 1.095.040 Pontiacs (Zahlen für Streamliner und Chieftain nicht einzeln verfügbar).

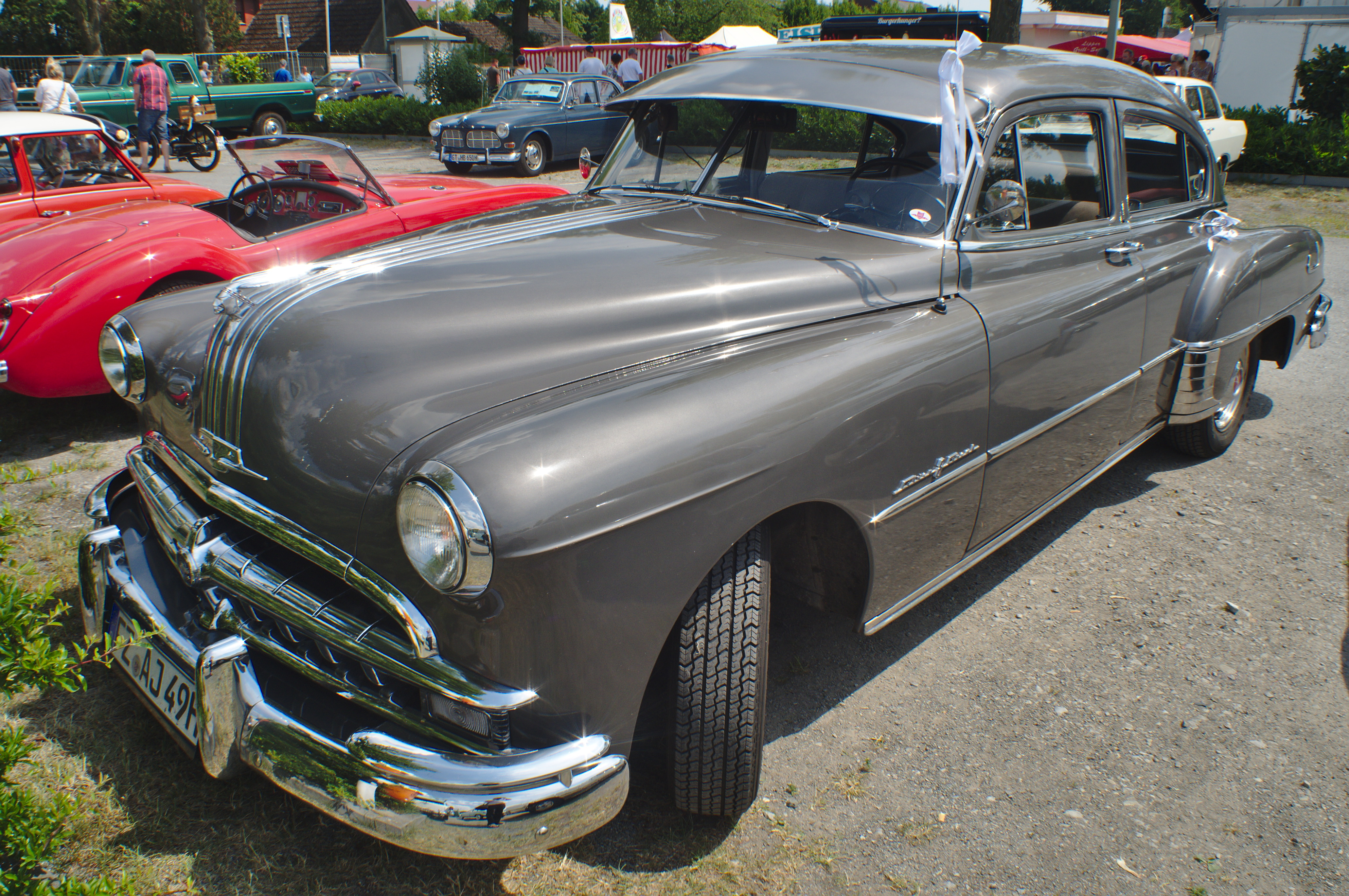
1949
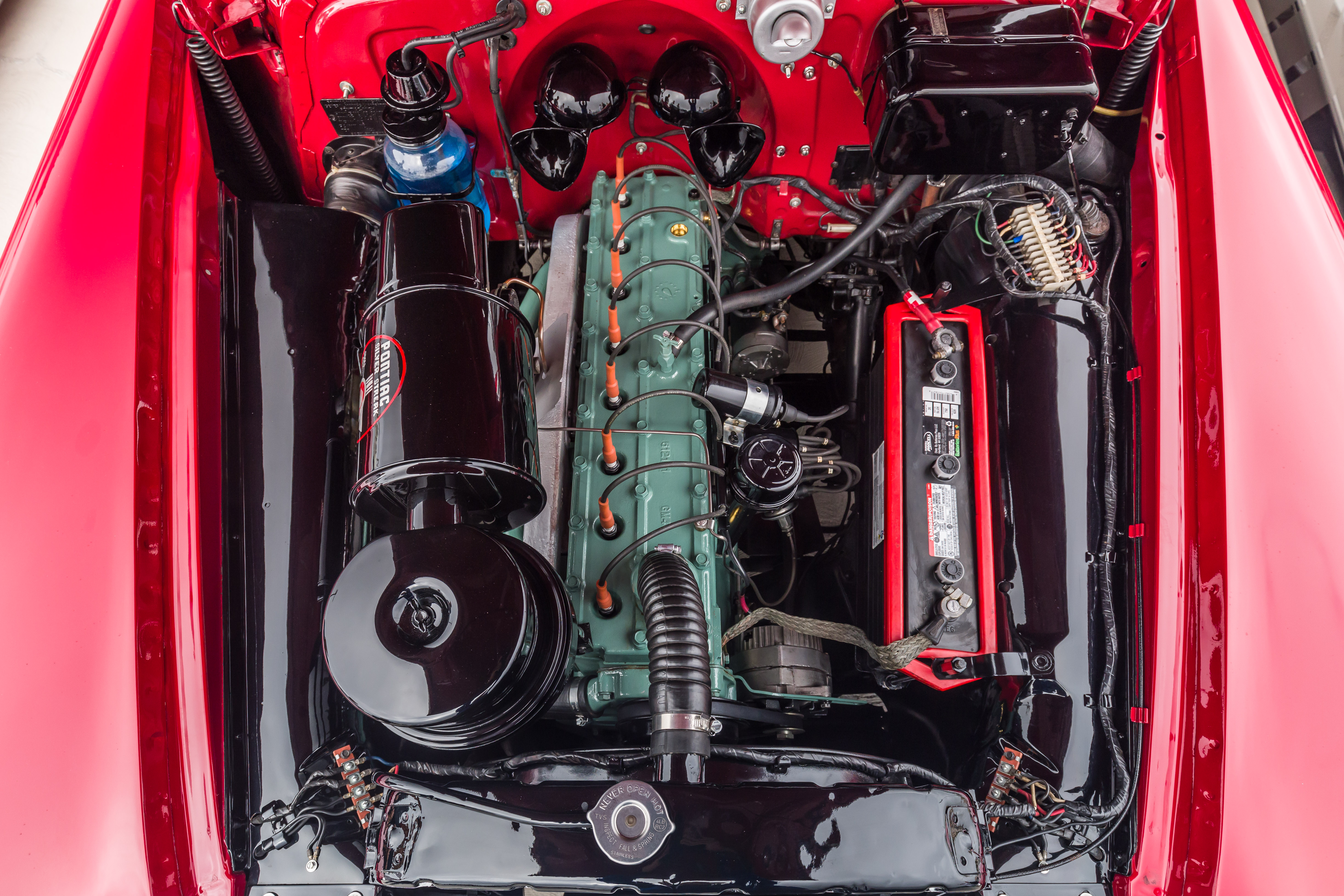
1949 Silver Streak 8-Zylinder
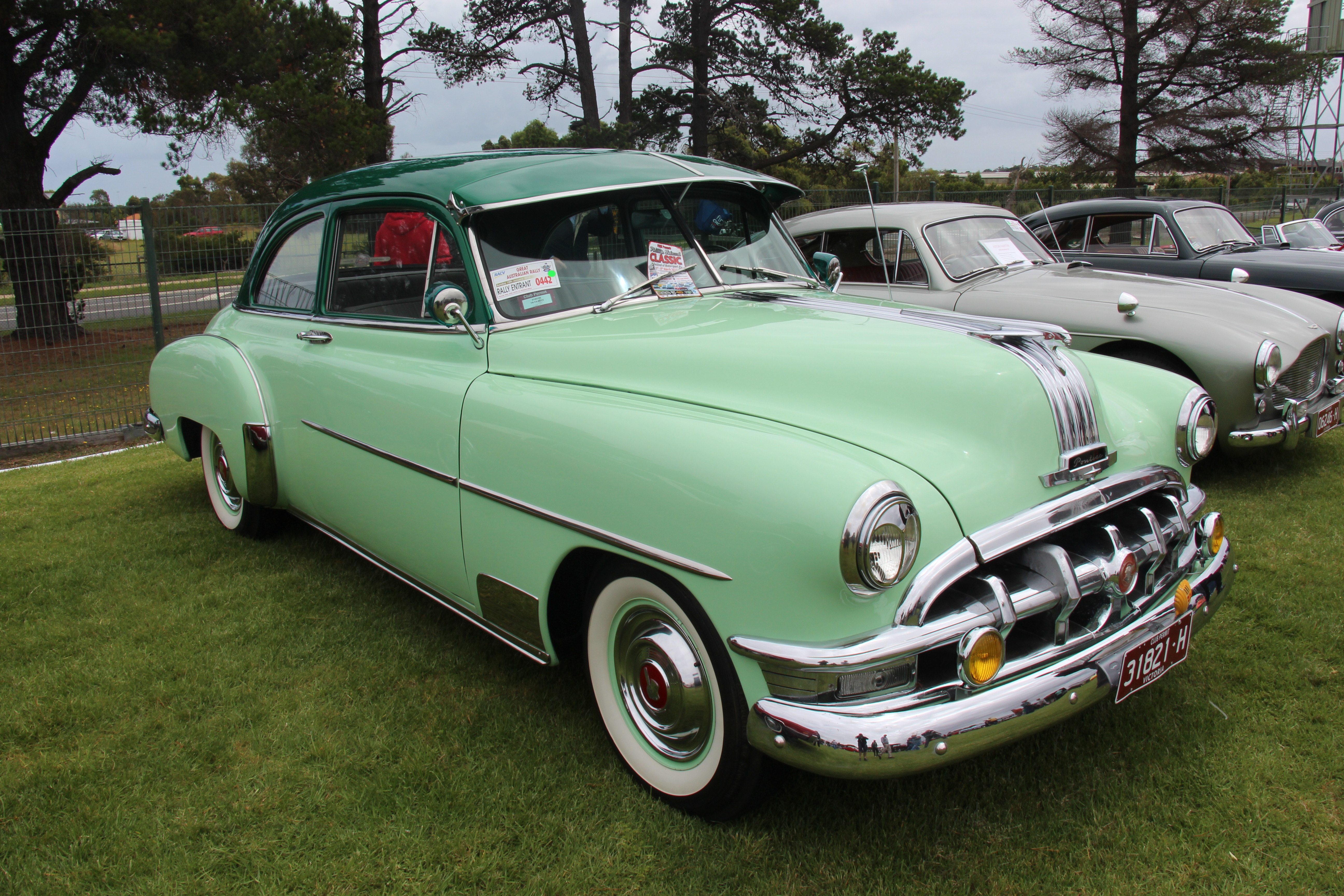
1950
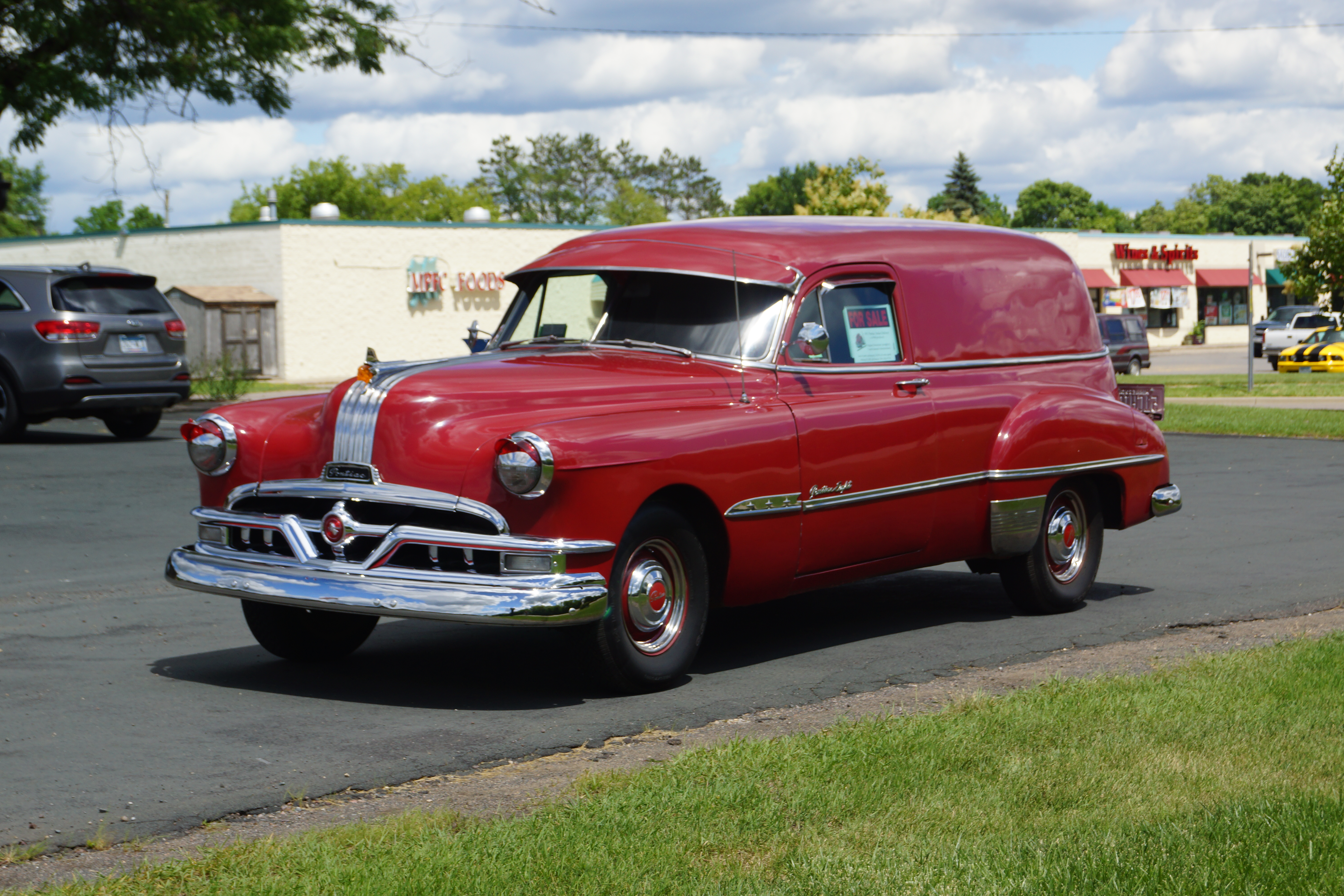
1951 Deluxe Lieferwagen